# Diethylzink
Diethylzink, auch Zinkdiethyl oder DEZ genannt, ist eine metallorganische Verbindung, die aus zwei an Zink gebundenen Ethylgruppen besteht.

## Geschichte
Der Chemiker Edward Frankland (1825–1899) stellte Diethylzink erstmals 1848 aus Zink und Ethyliodid her.
Frankland arbeitete damals als Gast im Marburger Labor von Robert Bunsen. In jener Zeit diente Kohlenstoffdioxid als Schutzgas, welches im Kippschen Apparat erzeugt werden kann. In vielen Publikationen wird dies als die erste Synthese einer metallorganischen Verbindung beschrieben. Es gab jedoch bereits zuvor andere Synthesen metallorganischer Verbindungen, wie beispielsweise 1840 die Synthese von Diethyltellur durch Friedrich Wöhler oder 1760 die des Kakodyls durch Louis Claude Cadet de Gassicourt. Allerdings handelt es sich bei den in diesen Verbindungen enthaltenen Elementen Tellur bzw. Arsen nicht um typische Metalle, sondern um Halbmetalle. Später verbesserte Frankland die Synthese, indem er das Ethyliodid durch Diethylquecksilber ersetzte.

## Darstellung und Gewinnung
Die Synthese von Diethylzink gelingt durch eine Umalkylierung von Triethylaluminium mittels Zinkchlorid, wobei das gewünschte Produkt vom Nebenprodukt Diethylaluminiumchlorid destillativ abgetrennt werden kann.
{\displaystyle {\ce {2(C2H5)3Al + ZnCl2 -> Zn(C2H5)2 + 2(C2H5)2AlCl}}}
Ein weiterer Weg zur Herstellung von Diethylzink ist die klassische Synthese aus Ethyliodid oder Ethylbromid mit einem Zink-Kupfer-Paar (aktiviertes Zink).

## Eigenschaften
Diethylzink ist eine farblose Flüssigkeit mit unangenehmem Geruch. Es reagiert sehr heftig mit Wasser und ist an Luft pyrophor. Es ist flüchtig und wirkt als Lewis-Säure.

## Struktur
Die Kristallstruktur von Diethylzink weist eine tetragonale innenzentrierte Elementarzelle auf (Raumgruppe I41md (Raumgruppen-Nr. 109)). Die Moleküle bilden eine polare Kristallpackung, wobei sich die beiden Ethylgruppen in cis-Stellung anordnen. Die Zn–C-Bindungen sind 194,8(5) pm lang, während der C–Zn–C-Winkel mit 176,2(4)° leicht gebogen ist. In der Gasphase sind die Zinkatome linear koordiniert. Die Zn–C-Bindungen betragen hier 195,0(2) pm.

## Verwendung
Diethylzink wird in der organischen Synthese sehr vielfältig eingesetzt, da sich damit hochfunktionalisierte Stoffe herstellen lassen, die wichtige Ausgangsstoffe zur Herstellung von Pharmazeutika, Naturstoffderivaten, Polymeren und vielen anderen Verbindungen sind. Im Gegensatz zu vielen anderen metallorganischen Verbindungen toleriert Diethylzink eine Vielzahl von funktionellen Gruppen. Ein weiterer Vorteil gegenüber anderen metallorganischen Verbindungen ist, dass Diethylzink in Gegenwart geeigneter Katalysatoren oftmals stereo- und regioselektiv mit organischen Verbindungen reagiert.
Diethylzink wird aktuell in großen Mengen in der Solarindustrie zur Herstellung von TCO-Schichten aus Zinkoxid für Dünnschicht-Solarzellen verwendet.
Diethylzink wirkt als nukleophiles Ethyl-Synthon in Additionsreaktionen von Carbonylgruppen. Mit Diiodmethan bildet es das reaktive Agens in der Simmons-Smith-Reaktion.
In einem Projekt der Library of Congress in Washington, D.C. wurde DEZ über viele Jahre als Mittel zur Massenentsäuerung verwendet, um wertvolle Bücher und andere Schriftstücke vor dem Säurezerfall zu schützen. Nach einem Unglücksfall, bei dem DEZ-Reste mit Feuchtigkeit in einer Präparationskammer zur Reaktion kamen und zu einer Detonation führten, wurde das Projekt beendet.